# Dryopteris earthusiana
Dryopteris earthusiana là một loài dương xỉ trong họ Dryopteridaceae. Loài này được H.P. Fuchs mô tả khoa học đầu tiên..
Danh pháp khoa học của loài này chưa được làm sáng tỏ. 